# Jean-Jacques Herbulot
Jean-Jacques Herbulot (Belval (Ardenas), 22 de março de 1909 — Blois, 22 de julho de 1997) foi um grande velejador recompensado em diferentes Jogos Olímpicos da vela, fez-se "um nome" na arquitectura naval francesa e contribuiu pela mesma ocasião ao prestígio do centro de vela Les Glénans nos anos 1950.

## Formação
Estudou arquitectura na Escola de Belas Artes de Paris onde recebeu o diploma (DPLG) em 1930. 

## Velejador
Como velejador Jean-Jaques foi seleccionado quatro vezes para representar a frança nos Jogos Olímpicos em: 
- 1932; Los Angeles em Star - Vela nos Jogos Olímpicos de Verão de 1932
- 1936; Kiel no  Yole olímpico - Vela nos Jogos Olímpicos de Verão de 1936
- 1948; Torquay  no Firefly - Vela nos Jogos Olímpicos de Verão de 1948
- 1956; Melbourne no 5,50 JI. - Vela nos Jogos Olímpicos de Verão de 1956

## Construtor
Apaixonado pela vela e não gostando das característica dos veleiros que utilizava, cria os seus próprios veleiros com o que encontra à mão, e como com tudo que constrói ganha, todos querem o mesmo. Assim nasceu um pequeno veleiro "Argonaute", um pequeno veleiro ligeiro de 4,50 m que atira a atenção do presidente do seu clube de vela, o Centro Náutico Les Glénans .
Começa aí a reconversão do arquitectura, no civil, em arquitectura naval com toda uma série de pequenos veleiros, simples e fáceis de construir, baratos mas muito eficazes que começa a construir e depois a fabricar a partir de 1951. O começo da utilização do contraplacado e da colas modernas, muito contribuiu para essa baixa de preços. 

## Democratização
Pela abertura feita ao desporto da vela pelos veleiros baratos e eficazes que construía e pelo renome cada vez maior do Centro Náutico Les Glénans que os utilizava, o construtor e o centro são reconhecidos como responsáveis pela democratização da vela na França, chegando mesmo ao ponto de conceber planos de construção específicos para os amadores que os queriam construir eles mesmo.

## Veleiros
Entre mais de ... 80 veleiros que concebeu, constam os veleiros ligeiro Vaurien e o Caravela, assim como um veleiro monotipo cabinado, o  Corsaire, que seria seguido pelos mais confidenciais  Mousquetaire e o  Maraudeur .

### Galeria

Vaurian
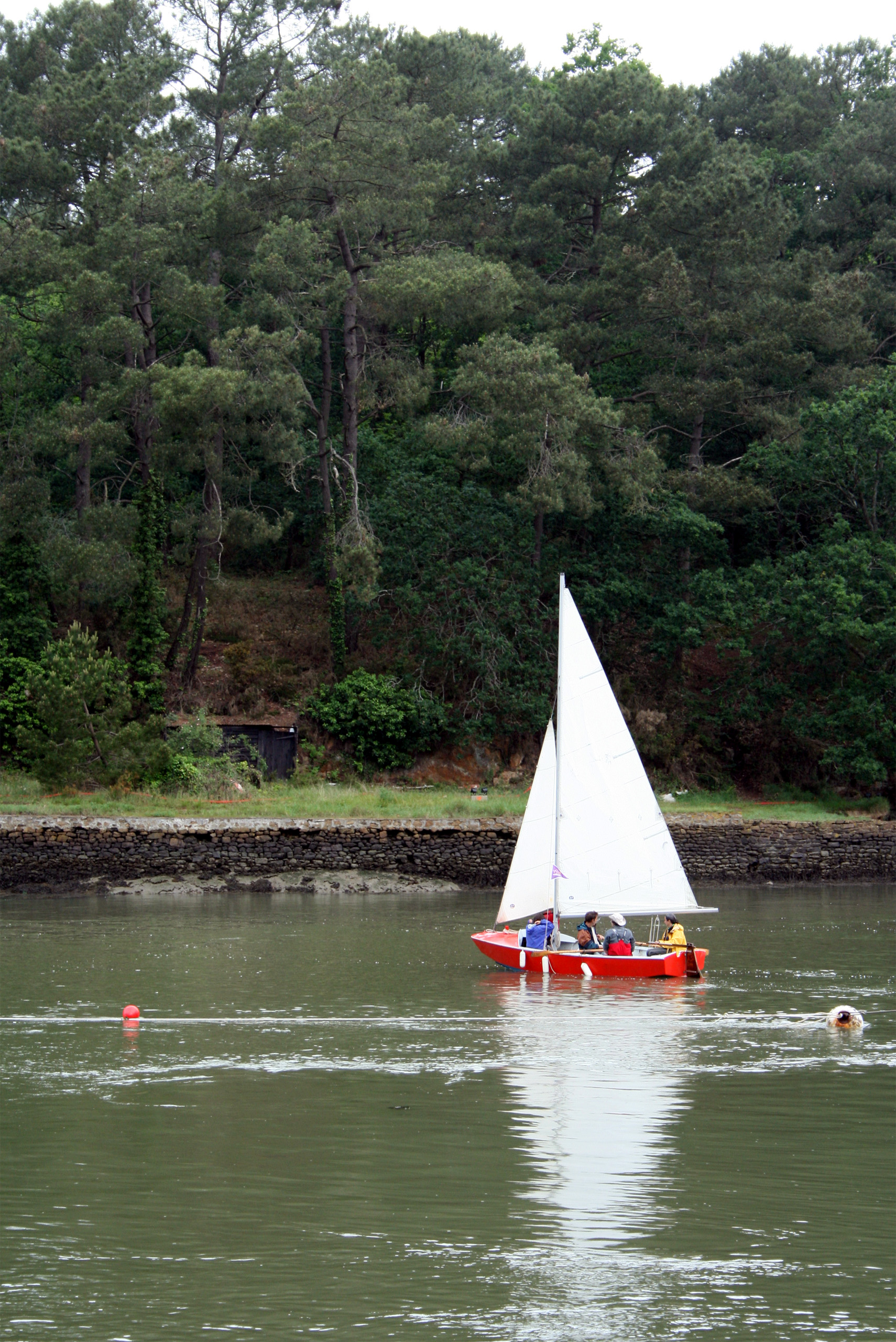
Caravele
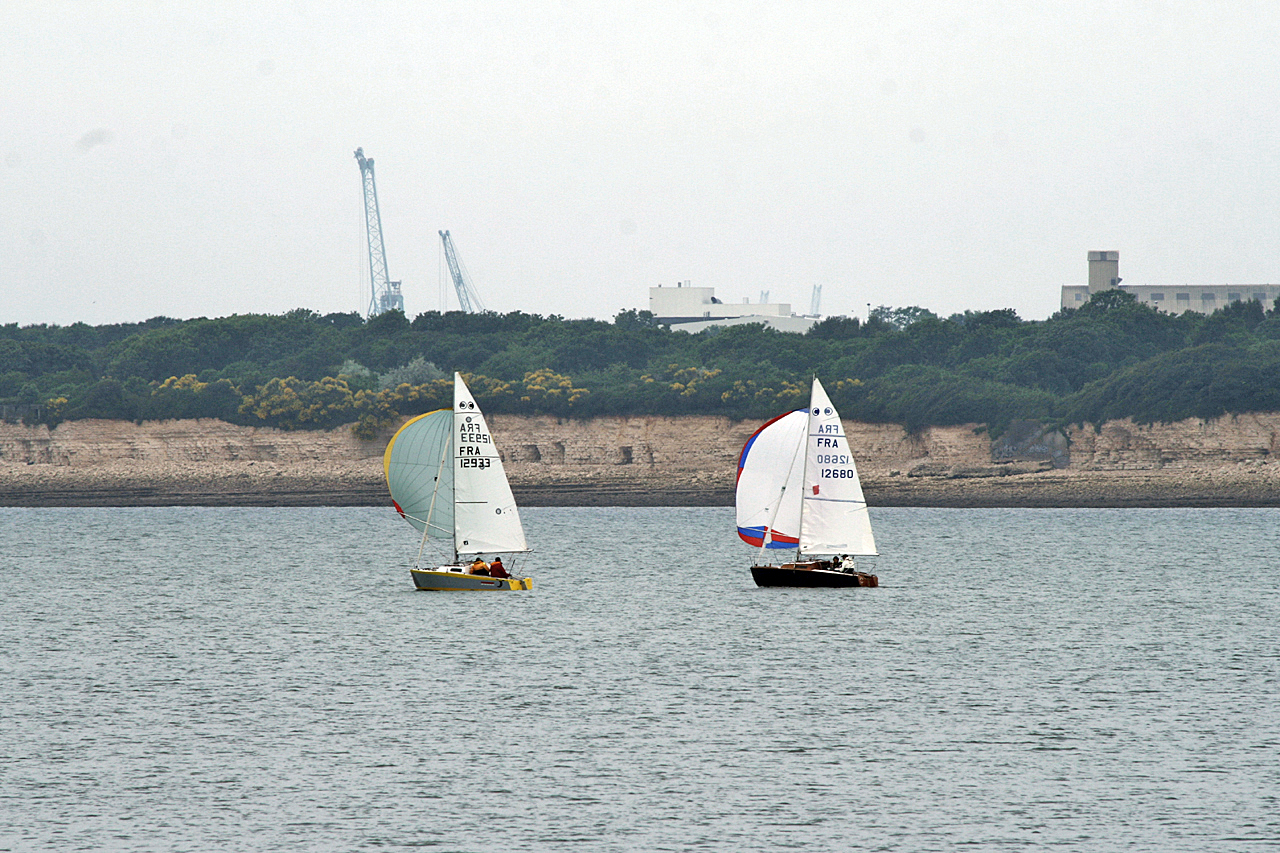
Corsaire